# Gáshólmur
Gáshólmur es una pequeña isleta en el lado sur de Sørvágsfjørður, en las Islas Feroe. Ocupa una superficie de 10 ha y su punto más alto se encuentra a 65 m s. n. m.
Al este de la isleta se encuentra otra isleta, Tindhólmur. La isleta está inhabitada, y las únicas criaturas vivientes que habitan en ella son aves marinas y carneros, que son puestos en la isleta cada año por los locales de Sørvágur.
- Datos: Q2465082
- Multimedia: Gáshólmur / Q2465082